# Phacops
Phacops (лат.) — род трилобитов из семейства Phacopidae отряда Phacopida, который обитал в Европе и Северной Америке с ордовикского по девонский периоды. Животное округлой формы с шаровидной головой и большими глазами, вероятно, питавшееся детритом.

## История изучения
Род был выделен Германом Эммрихом в 1839 году.

## Описание
Как и у всех известных Phacopina, глаза Phacops состоят из очень больших, отдельно расположенных линз без общей роговицы (так называемые шизохроальные глаза), и, как и почти у всех других Phacopina, сочленённая средняя часть тела (торакс) у Phacops состоит из 11 сегментов.

### Маскировка
Известны экземпляры Phacops rana с множеством чёрных пятен неправильной формы. Поскольку подобные пятна в образце Greenops boothi из тех же отложений расположены рядами, можно предположить, что они являются оригинальными, а не вызваны процессом фоссилизации. Пятна неправильной формы и со шпорами, разветвляющимися наружу, похожими на меланофоры у многих современных животных. У одного экземпляра чёрные пятна особенно крупные. Вполне возможно, что изменение размера меланофор позволяло Phacops rana маскироваться в различных условиях.

## Виды
- Phacops accipitrinus
- Phacops algericus
- Phacops breviceps
- Phacops breviceps
- Phacops bronni
- Phacops chlupaci
- Phacops circumspectans
- Phacops degener
- Phacops fecundus
- Phacops hoseri
- Phacops kockeli
- Phacops maurulus
- Phacops modestus
- Phacops orestes
- Phacops platilegnotor
- Phacops rana
- Phacops salteri
- Phacops serratus
- Phacops speculator
- Phacops sternbergi
- Phacops turco
- Phacops zinkeni